# تبروير
تبروير (بالإنجليزية: Tupperware)‏ هي شركة أمريكية تصنع المنتجات المنزلية التي تفيد في تنظيم وتخزين وتقديم الطعام والمنتجات للمطبخ والمنزل. وفي عام 1942 طور ايرل بولر أول حافظة على شكل جرس، والعلامة التجارية للمنتج قدمت للعامة عام 1948 .
غالبا ما يستخدم مصطلح (طبروير) باللغة العامية لحافظات الطعام البلاستيكية أو الزجاجية ذات الأغطية المغلقة.
تطورت الشركة وأصبحت منتجاتها توزع دوليا باسم الشركة الأصلية تبروير. وفي بداية عام 2007 تم التسويق له من خلال 1.9 مليون مندوب مبيعات.
في عام 2013 كان أكبر سوق للشركة في أندونيسيا، ومن ثم ألمانيا. حيث في عام 2013 تعدت المبيعات في أندونيسيا أكثر من 200 مليون دولار مع 250 ألف موظف مبيعات.
بعد سنوات من النجاح عانت الشركة مؤخرا من صعوبات مالية عجلت بإعلان إفلاسها يوم 18 سبتمبر لسنة 2024.

## تاريخ الشركة

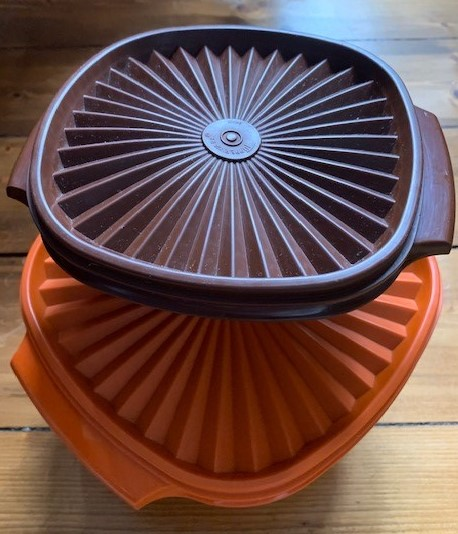
وعاء تبروير ملون

تم تأسيس شركة تبروير عام 1946 على يد إيرل سيلاس توبر (1907_83) في مدينة Leominster, Massachusetts. . فقد قام بتطوير الحافظات البلاستيكية التي تستعمل لحفظ الطعام بشكل محكم والحاصلة على براءة اختراع. توبر كان قد اخترع التبروير البلاستيكي في 1938 , ولكن المنتج قد نجح مع ظهور فكرة البيع من خلال العرض.
شركة طبروير اتبعت إستراتيجية مباشرة للتسويق لبيع منتجاتها بما يعرف حفلة التبروير التسويقية. ومن خلالها سمح للمرأة بالعمل والاستمتاع بكسب الدخل المادي دون التخلي عم الاستقلال الممنوح للمرأة خلال فترة الحرب العالمية الثانية، عندما بدأت المرأة الدخول لسوق العمل مع التركيز على المجال المحلي. و«خطة الحفلة» اعتمدت بشكل عام على ربة المنزل (مثل: إقامة الحفلات أو العلاقات الاجتماعية مع الأصدقاء والجيران) وأصبحت خطة بديلة للنساء إما الراغبات بالعمل أو بحاجة إليه.
أدركت براوني وايز (1913-1992) إمكانية نجاح منتجات لتبروير كسلعة. وأدركت أنها يجب أن تكون مبتكرة فبدأت بعمل حفلات تبروير. وقامت وايز التي كانت تعمل سابقا كمندوبة مبيعات في منتجات شركة Stanley home بتطوير الإستراتيجية المتبعة. ونتيجة لذلك تم تعيينها نائبا لرئيس التسويق عام 1951. وسرعان ما أنشأت حفلات تبروير على شكل هيئة ذات كيان قانوني.
وخلال بداية عام 1950 ارتفعت مبيعات وشعبية التبورير، ويعود الفضل بشكل كبير إلى تأثير وينز على النساء البائعات للتبروير، وجزء منه يعود على (اليوبيل) الشهير واحتفاله بالسيدات العاملات بتبروير ونجاحهن في الحفلات غير المألوفة. وفي الوقت الذي كانت فيه المرأة تعود من العمل خلال الحرب العالمية الثانية فقط ليطلب منها العودة إلى المطبخ كانت تبروير قد عرفت كطريقة لتمكين المرأة وإعطائها موطئ للقدم في عالم الأعمال بعد الحرب.
تستمر الاحتفالات والمناسبات التقليدية لتبروير (اليوبيل) حتى يومنا هذا، مع تنظيم التجمعات في المدن الكبرى للاعتراف بالأفراد والفرق والمنظمات الأكثر مبيعا ومكافأة لهم.
في عام 1958, قام ايرل توبر بطرد وايز بسبب الاختلافات العامة في الرأي عن أعمال تبروير التجارية. رسميا، اعترض توبر على النفقات التي تكبدها اليوبيل وغيرها من الاحتفالات المماثلة من تبروير. ومع ذلك، فإن السبب الحقيقي انه قد تم التواصل مع توبر من قبل العديد من الشركات المهتمة في الشراء، ورأى انه لن يكون قادرا على البيع مع امرأة في منصب تنفيذي. اشترى ركسال شركة تبروير في عام 1958 .
انتشرت تبروير إلى أوروبا في عام 1960 عندما استضافت ميلا بوند حفلة لتبروير في ويبريدج وإنجلترا، وبعد ذلك في جميع أنحاء العالم. وفي ذلك الوقت كان مطلوبا من سيدات طبروير قواعد صارمة لارتداء الملابس مع التنانير والجوارب التي ترتديها في جميع الأوقات والقفازات البيضاء التي تصاحب الزي. ساعدت تقنية تسمى " carrot calling " على الترويج للحفلات: حيث كان الممثلون يتنقلون من باب إلى باب في الحي ويطلبون من ربات البيوت أن ينفذون التجربة حيث يطلب منهن وضع جزرة في حافظة تبروير ومقارنتها مع أي شيء كان يترك عادة في المطبخ، وهذا غالبا ما يؤدي إلى جدولة حفلة التبرويرالتسويقية.
باع راكسال الصيدليات التي تحمل الاسم نفسه عام 1977, وأعاد تسميتها إلى دارت اندستريز Dart Industries. اندمجت دارت Dart مع كرافتكو Kraftco لتشكيل Dart&Kraft . ثم انفصلت الشركة مع إعادة تسميتها إلى أصولDart (بريمارك انترناشونال Premark International). تم فصل العلامة التجارية تبروير عن بريمارك عام 1996 , وتم الحصول على بريمارك من قبل الينوي تول وركس Illinois Tool Works بعد ذلك بثلاث سنوات.
في عام 2003، أغلقت شركة تبروير عملياتها في المملكة المتحدة وأيرلندا، مشيرة إلى عدم رضا العملاء عن نموذج المبيعات المباشرة. ومنذ ذلك الحين كان التوزيع محدود للمستوردين. أعلنت الشركة إعادة الفتح بشكل رسمي في الولايات المتحدة في منتصف عام 2011 , وعينت موظفين من الولايات المتحدة ولكن في ديسمبر تم إلغاء إعادة الفتح والتشغيل.
في مايو 2018, ذكرت صحيفة «العلامة» الإسرائيلية أن طبروير ستنسحب من إسرائيل تاركة 2000 عميل بدون عمل. وعزا المقال هذا القرار إلى المقر الإقليمي الذي يدير بلداناً أخرى في الشرق الأوسط.
يتم بيع تبروير الآن في 100 دولة تقريبا، بعد أن بلغت ذروتها أكثر من مائة بعد عام 1996 .

## حفلات التبروير
```
ما زالت التبروير تباع عن طريق الحفلات التسويقية، مع مكافئات للمضيفين والمضيفات. يتم تشغيل حفلة تبروير التسويقية بواسطة «مستشار» للمضيف أو المضيفة اللذين يدعون الأصدقاء والجيران إلى منازلهم لرؤية خط الإنتاج. تتم مكافأة مضيفات طبروير بمنتجات مجانية على أساس مستوى المبيعات التي تمت في حفلتهم. وتُعقد الحفلات أيضاً في أماكن العمل والمدارس وغيرها من الفئات المجتمعية.
```

```
وقد قامت شركة تبروير بإصدار مجلة تبروير سباركس الشهرية، للحفاظ على قوة المبيعات.وكانت المجلة تحتوي على لقطات لنساء عملن في المبيعات وحصلن على جوائز وتقدير للمبيعات العالية. لتجنب إنفاق المال على الإعلانات، أنشأت تبروير المناسبات التي اجتذبت الدعاية المجانية.
```

```
في معظم البلدان، يتم تنظيم قوة مبيعات تبروير على شكل هيكل متدرج، الجزء السفلي منه للاستشاريين، ومن ثم المدراء والمدراء النجوم ومن ثم مستويات مختلفة أخرى من المدراء ويكون المدير التنفيذي في أعلى مستوى. في السنوات الأخيرة ألغت تبروير التوزيعات في الولايات المتحدة.
```

```
وقد تم انتقاد إستراتيجية التسويق متعددة المستويات التي اعتمدتها تبروير باعتبارها مناورة. أظهرت الإحصاءات الصادرة عن تبروير في عام 2018 أن 94٪ من موزعيها النشطين ظلوا في أدنى مستوى للهرم، مع متوسط إجمالي أرباح قدره 653 دولارًا
.
```

في السنوات الأخيرة، انتقلت شركة تبروير في أمريكا الشمالية إلى نموذج أعمال جديد يتضمن المزيد من التركيز على قنوات التسويق المباشر والقضاء على اعتمادها على التوزيعات المعتمدة. وشملت هذه المرحلة الانتقالية بيع من خلال المتاجر الهدف في الولايات المتحدة وسوبرستور في كندا مع نتائج مخيبة للآمال. في البلدان التي تركز بقوة على التسويق من خلال الحفلات (مثل ألمانيا وأستراليا ونيوزيلندا)، تستمر انخفاض شركة تبروير في السوق والربح.
في العديد من البلدان، منتجات تبروير لها ضمان مدى الحياة. وتشتهر الشركة بالأطباق البلاستيكية حافظات التخزين. في السنوات الأخيرة توسعت في أدوات الطهي الفولاذ المقاوم للصدأ، وأدوات المائدة، وسكاكين الشيف وأدوات المطبخ الأخرى. بعد أن شهدت تراجعا في المبيعات وفي صورتها العامة في منتصف 1990s ، أنشأت الشركة العديد من خطوط الإنتاج الجديدة لجذب السوق الأصغر سنا.
```
في بعض البلدان بما في ذلك بلجيكا وأستراليا وأيرلندا والولايات المتحدة الأمريكية، تقوم Tupperware بتسويق حفلاتهم وفرصهم الوظيفية من خلال أكشاك التسوق.
```

```
في الصين، يتم بيع منتجات تبروير من خلال «الواجهات التجارية للمشاريع»، والتي بلغ عددها 1900 في عام 2005، بسبب قوانين بيع الهرم التي تم سنها في عام 1998. تستخدم الأحرف الصينية 特 百 惠 كاسم للعلامة التجارية وتترجم على أنها «مائة فائدة».
```

## الجوانب الجنسية والتأثير الثقافي
إن مبدأ المعاملة بالمثل والذي يظهر في «الحفلات التسويقية» التي تتكون بشكل تقليدي من الأصدقاء وأفراد أسرة المستضيفين، يخلق أجواء حميمة بدون خلق علاقة البائع والشاري حيث أن شركة «لاركن» كانت رائدة في هذا النوع من «الحفلات» خلال تسعينيات القرن التاسع عشر، والتي تم تعميمها لاحقًا كحافظات طعام «تبرويرات».
تختلف الآراء النسوية فيما يتعلق بتنسيق مبيعات التبروير من خلال الحفلات التسويقية بالإضافة إلى الدور الاجتماعي والاقتصادي للمرأة الذي يصوره نموذج التبروير، وتشير الآراء المعارضة إلى أن هذا المنتج وحملات البيع الخاصة به تعمل على ترويض النساء وإبقاء تركيزهم الكامل على الأعمال المنزلية.
بالنسبة للآراء النسوية الإيجابية فإن حملات بيع التبرويرات قد وفرت العمل للنساء الحوامل أو اللاتي لا يضمن منصبهن في العمل بسبب قوانين المساواة بين الجنسين في مكان العمل حيث أن شركة «لاركن» قد شجعت على تحسين وضع المرأة والفرص التي أتاحتها منتجات تبروير للنساء، أما بالنسبة للآراء السلبية فإن هذه الحملات تعمل على تقييد المرأة في المجال المنزلي والحد من الفصل الحقيقي بين إدارة الأسرة والوظيفة.
إن ظهور منتجات تبروير في الأسواق الأمريكية قد خلق نوعًا جديدًا من الفرص لديموغرافية (متعلقة بإحصائيات السكان) العمالة الممثلة تمثيلًا ناقصًا مثل النساء، وربات البيوت في الضواحي.

## خطوط الإنتاج
غالبًا ما يتم تسويق منتجات تبروير تحت أسماء مختلفة في الأسواق المختلفة، وتختلف الأشكال والألوان بين الأسواق. والتي تشمل ما يلي:
· Eleganzia (المملكة المتحدة، DE)، Illusions (AU): مجموعة من أطباق تقديم «زجاجية».
· Wonderlier (الولايات المتحدة وكندا والمملكة المتحدة)، مجموعة أوعية Maravilloso (URU): وهي أوعية تخزين مستديرة بألوان زاهية.
· Flatout (الولايات المتحدة)، MiniMax (المملكة المتحدة)، Go Flex (AU)، Compactware (URU): أوعية مسطحة للتخزين.
· FridgeSmart (الولايات المتحدة، المملكة المتحدة، أستراليا)، PrimaKlima (DE)، البحرية (URU): مع فتحات التحكم في الهواء، حافظاتFridgeSmart عبارة عن حافظات معيارية مخصصة للفواكه والخضروات المبردة. FridgeSmarts لديها فتحات للتحكم في الهواء تهدف إلى السماح بمستويات مختلفة من تدفق الهواء حول أنواع مختلفة من الفواكه والخضروات، بالإضافة إلى قاع مموج للسماح لها بالتخزين بشكل آمن على رف الثلاجة.
· FStuffables (الولايات المتحدة، أستراليا)، Bungee: تخزين الثلاجة مع أغطية مرنة للتعبئة الزائدة.
· UltraPro (الولايات المتحدة، DE ، AU ، المملكة المتحدة)، UltraPlus: أواني فرن بلاستيكية يُعلن أنها آمنة عند استخدامها في الميكروويف أو الفرن العادي، مع خصائص مقاومة للحرارة.